# Günther Krug

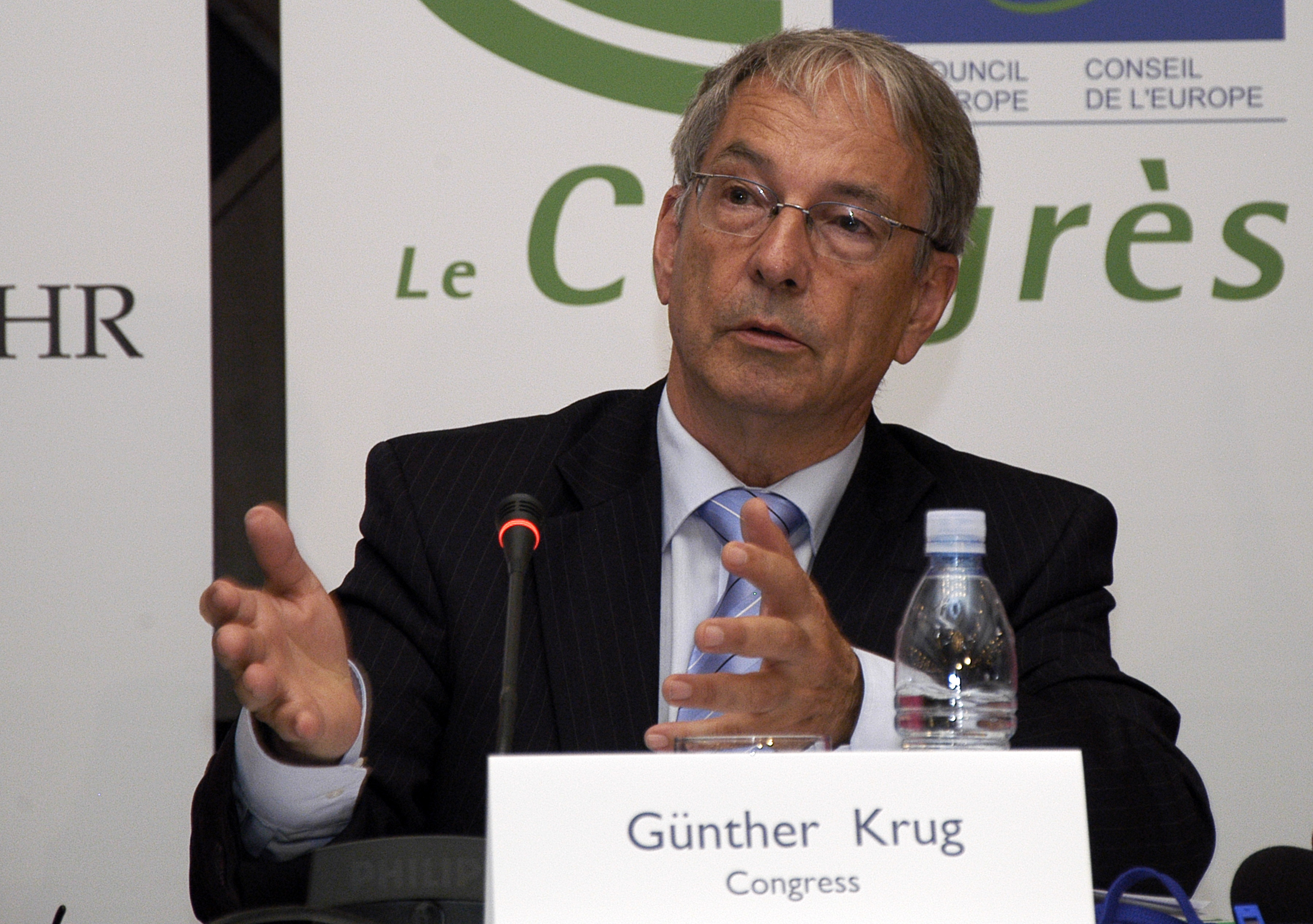
Günther Krug.

Günther Krug (* 28. April 1942 in Meiningen) ist ein deutscher Politiker der SPD in Berlin.

## Biografie
Günther Krug absolvierte nach seinem Abitur 1961 ein Studium zum Diplom-Ingenieur für Verkehrswesen in Dresden und danach zum Diplom-Journalisten in Leipzig. Er war beruflich dann in Verlagen und in der Öffentlichkeitsarbeit der Bahnindustrie tätig.

## Politik
Krug trat 1990 in die SPD ein. Er gehörte von 2001 bis 2011 mit einer kurzzeitigen Unterbrechung im Jahr 2006 dem Abgeordnetenhaus von Berlin an.
Seit 2002 ist er Mitglied der Kammer der Regionen des Kongresses der Gemeinden und Regionen des Europarates (KGRE).